# Jakob Sabroe
Jakob Sabroe (født 27. marts 1996 i Skanderborg) er en dansk politiker, der var landsformand for Venstres Ungdom fra d. 16. september 2017 - 15. september 2019. Han afløste Chris Holst Preuss og blev afløst af Kristian Lausten Madsen.

## Baggrund
Jakob Sabroe er opvokset i Skanderborg og blev student fra Skanderborg Gymnasium i 2015. Han bor nu i Aarhus, og han erhvervede i 2018 en bachelorgrad i erhvervsøkonomi, HA, fra Aarhus Universitet, hvor han nu studerer en kandidat i International Business.

## Politisk karriere
Han har tidligere været formand for VU's lokalforening i Skanderborg. I 2016 blev han valgt som næstformand for landsorganisationen, hvor han afløste Christoffer Lilleholt.